# Cantó d'Uriat
El cantó d'Uriat és un cantó francès del departament de l'Alier, situat al districte de Montluçon. Té 14 municipis i el cap és Uriat.

## Municipis
- Archinhat
- Chambérat
- Chazemais
- Courçais
- Uriat
- La Chapelaude
- Mesples
- Saint-Désiré
- Saint-Éloy-d'Allier
- Saint-Martinien
- Saint-Palais
- Saint-Sauvier
- Treignat
- Viplaix

## Història
| Data d'elecció                           | Identitat            | Partit           | Qualitat |
| ---------------------------------------- | -------------------- | ---------------- | -------- |
| 1945-1964                                | Henri Dubouchet      | SFIO, després SI |          |
| 1964-1969                                | Stéphane Tournemolle | SFIO             |          |
| 1969-1976                                | André Godard         | MDSF             |          |
| 1976-1994                                | Camille Émery        | PS               |          |
| 1994-                                    | Michel Tabutin       | PCF              |          |
| les dades anteriors no són pas conegudes |                      |                  |          |
|                                          |                      |                  |          |

## Demografia
| 1962  | 1968  | 1975  | 1982  | 1990  | 1999  | 2007  |
| ----- | ----- | ----- | ----- | ----- | ----- | ----- |
| 8.373 | 8.856 | 7.706 | 7.425 | 7.554 | 7.153 | 7.310 |